# Gran Premio motociclistico di Spagna 1964
Il Gran Premio motociclistico di Spagna fu il secondo appuntamento del motomondiale 1964.
Si svolse il 10 maggio 1964 sul circuito del Montjuïc. Quattro le classi in programma: 50, 125, 250 e sidecar.
Prima gara in programma quella della 50, dominata dalla Derbi di José Maria Busquets finché non ruppe un ammortizzatore, lasciando via libera ad Hans-Georg Anscheidt. Quinto classificato Ángel Nieto al suo debutto iridato (a 17 anni d'età).
Seguì la gara della 125, nella quale Luigi Taveri portò alla vittoria la Honda 4 cilindri.
Terza gara in programma quella della 250, vinta da Tarquinio Provini in sella alla Benelli 4 cilindri. La Casa pesarese aveva vinto l'ultimo GP tredici anni prima.
Nei sidecar Florian Camathias interruppe il dominio BMW nella categoria, facendo vincere un mezzo spinto dal 4 cilindri Gilera (che non vinceva un GP nei "tre ruote" dal 1957). Quinto il britannico Chris Vincent, andato a punti anche in 125.

## Classe 250
24 piloti iscritti.

### Arrivati al traguardo
| Pos | Pilota             | Moto      | Tempo         | Punti |
| --- | ------------------ | --------- | ------------- | ----- |
| 1   | Tarquinio Provini  | Benelli   | 1h 04' 58" 43 | 8     |
| 2   | Jim Redman         | Honda     | +21" 71       | 6     |
| 3   | Phil Read          | Yamaha    | +53" 83       | 4     |
| 4   | Isamu Kasuya       | Honda     | +1 giro       | 3     |
| 5   | Hugh Anderson      | Suzuki    | +1 giro       | 2     |
| 6   | Jorge Sirera       | Montesa   | +1 giro       | 1     |
| 7   | Enrique Sirera     | Montesa   | +1 giro       |       |
| 8   | Bert Schneider     | Suzuki    | +1 giro       |       |
| 9   | P.W. Jordan        | Yamaha    | +3 giri       |       |
| 10  | Alberto Pagani     | Paton     | +4 giri       |       |
| 11  | Roberto Patrignani | Aermacchi | +5 giri       |       |

## Classe 125
24 piloti iscritti.

### Arrivati al traguardo
| Pos | Pilota         | Moto    | Tempo      | Punti |
| --- | -------------- | ------- | ---------- | ----- |
| 1   | Luigi Taveri   | Honda   | 54' 34" 48 | 8     |
| 2   | Jim Redman     | Honda   | +45" 52    | 6     |
| 3   | Rex Avery      | EMC     | +1 giro    | 4     |
| 4   | Bert Schneider | Suzuki  | +1 giro    | 3     |
| 5   | Hugh Anderson  | Suzuki  | +1 giro    | 2     |
| 6   | Chris Vincent  | Honda   | +1 giro    | 1     |
| 7   | Jess Thomas    | Honda   | +1 giro    |       |
| 8   | Bruce Beale    | Honda   | +2 giri    |       |
| 9   | Frank Perris   | Suzuki  | +2 giri    |       |
| 10  | Ramiro Blanco  | Bultaco | +3 giri    |       |

## Classe 50
16 piloti iscritti.

### Arrivati al traguardo
| Pos | Pilota               | Moto     | Tempo      | Punti |
| --- | -------------------- | -------- | ---------- | ----- |
| 1   | Hans-Georg Anscheidt | Kreidler | 30' 48" 18 | 8     |
| 2   | Hugh Anderson        | Suzuki   | +12" 54    | 6     |
| 3   | Mitsuo Itoh          | Suzuki   | +20" 91    | 4     |
| 4   | Isao Morishita       | Honda    | +38" 61    | 3     |
| 5   | Ángel Nieto          | Derbi    | +1 giro    | 2     |
| 6   | Luigi Taveri         | Kreidler | +1 giro    | 1     |

## Classe sidecar
14 equipaggi iscritti.

### Arrivati al traguardo
| Pos | Pilota            | Passeggero       | Moto                | Tempo      | Punti |
| --- | ----------------- | ---------------- | ------------------- | ---------- | ----- |
| 1   | Florian Camathias | Roland Föll      | Gilera              | 57' 26" 26 | 8     |
| 2   | Otto Kölle        | Dieter Hess      | BMW                 | +21" 06    | 6     |
| 3   | Georg Auerbacher  | Beno Heim        | BMW                 | +33" 59    | 4     |
| 4   | Max Deubel        | Emil Hörner      | BMW                 | +1' 03" 63 | 3     |
| 5   | Chris Vincent     | Keith Scott      | BMW                 | +1 giro    | 2     |
| 6   | Ludwig Hahn       | Heinz Schäfer    | BMW                 | +3 giri    | 1     |
| 7   | Arsenius Butscher | Wolfgang Kalauch | BMW                 | +2 giri    |       |
| 8   | Edgar Strub       | n.d.             | Greenwood-Matchless | +3 giri    |       |

## Fonti e bibliografia
- El Mundo Deportivo, 10 maggio 1964, pag. 8-10 e 11 maggio 1964, pag. 10.